# 816년

## 연호
- 당(唐) 원화(元和) 11년
- 일본(日本) 고닌(弘仁) 7년

## 기년
- 당(唐) 헌종(憲宗) 11년
- 신라(新羅) 헌덕왕(憲德王) 8년
- 발해(渤海) 희왕(僖王) 5년